# Бакинский джаз-центр
Бакинский джазовый Центр был, основан в 2002 году и целью создания было улучшить и сохранить джазовую культуру в Азербайджане. В центре работают джаз-музыканты и исполнители, работающие в различных джазовых стилях. Иногда в центе джазовые концерты и фильмы отображаются на большом экране .
Появление и совершенствование джаза в Азербайджане относится к началу 20-го века, когда Баку, известный как производитель половины всей нефти мира, пережил восстановление экономики. В то время в Азербайджане стали появляться все более предприимчивые бизнесмены, архитекторы, торговцы, учёные, национальные и зарубежные художники, и в Азербайджане появилась волна новой музыки.   Азербайджанские композиторы Ниязи и Тофиг Гулиев создали в 1938 году первый джазовый оркестр в Баку. Ниязи и Тофиг Гулиев приняли участие в первом советском джаз-оркестре Александра Цфасмана.  Оркестр Ниязи и Тофик Кулиев заложили основу азербайджанского джаза. Государственный джаз включал в себя три тромбона, пять саксофонов, три трубы, фортепиано, гитару и ударные инструменты.
Во время первого концерта наряду с джазовой классикой, музыканты исполнили произведения самого Ниязи и Тофик Кулиева . В то же время мугам ‘Чаргях’ был впервые исполнен на саксофоне. В 1941-1945 годах, после окончания войны, Рауф Гаджиев стал директором 'Государственного Джаза'.

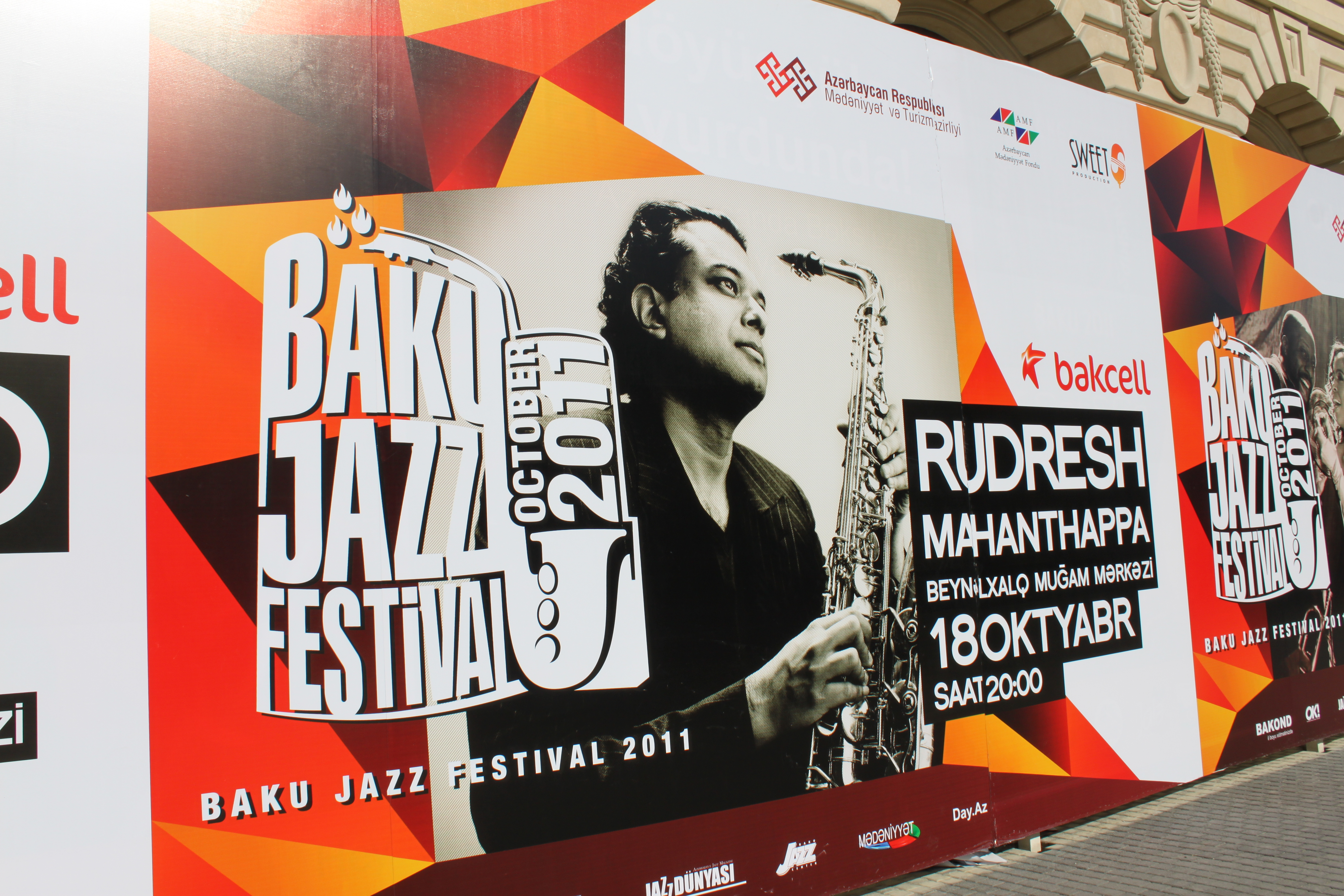
Бакинский Международный Джазовый Фестиваль 2011

Первый джаз - фестиваль в Баку был проведен в 1969 году. После перерыва традиция вернулась в 2005 году и до сих пор продолжается. Каждый год фестиваль приглашает в Баку джазовых звезд со всего мира. Азербайджанские джазовые исполнители, в свою очередь, участники и лауреаты международных джазовых фестивалей и конкурсов. В Азербайджане есть талантливые джазовые музыканты как Вагиф Мустафазаде и Рафик Бабаев.